# Stenomacrus groenlandicus
Stenomacrus groenlandicus là một loài tò vò trong họ Ichneumonidae.